# My Mamma
| Recensione         | Giudizio |
| ------------------ | -------- |
| All Music Italia   | 7/10     |
| Off Topic Magazine | Positivo |
| Ondarock           | Positivo |
| Recensiamo Musica  | 8,3/10   |
| Rockol             | 7/10     |

My Mamma è il quarto album in studio del gruppo musicale italiano La Rappresentante di Lista, pubblicato il 5 marzo 2021 dalla Woodworm.

## Descrizione
L'album si compone di dieci brani e tre interludi (presenti esclusivamente nelle edizioni fisiche) ed è stato descritto dal duo come «un disco libero, fluido, accogliente e pieno di spigoli». Musicalmente risulta essere un disco perlopiù sperimentale caratterizzato maggiormente dalla musica elettronica rispetto alle precedenti pubblicazioni, pur presentando elementi rock, pop e brani più vicini alla ballata. Tra i brani vi è inoltre presente Fragile, il primo interamente cantato dal polistrumentista Dario Mangiaracina.

## Promozione
L'8 febbraio 2021 l'album è stato annunciato dal duo attraverso la rete sociale con il seguente comunicato:
Contestualmente è stata diffusa anche la relativa copertina (che rappresenta un omaggio a L'origine del mondo di Gustave Courbet, un quadro definito dal duo «controverso ed estremamente attuale»), un'illustrazione di Manuela Di Pisa che rappresenta il corpo nudo di una donna, con i peli pubici dai quali si forma la sigla del gruppo LRDL. Come spiegato dal gruppo, la realizzazione della copertina è stato «un lungo processo di ricerca attorno al concept del disco» e «raffigura a pieno l'attitudine artistica e politica della band».
Il 12 febbraio è stato presentato il primo singolo Alieno, distribuito digitalmente e in streaming. Dieci giorni più tardi è stata rivelata la lista tracce, nelle cui edizioni fisiche appaiono anche i brani strumentali Preludio, Lavinia e Invasione. Tra i brani dell'album è compreso anche Amare, pubblicato come secondo singolo il 4 marzo durante la partecipazione del gruppo nella sezione Campioni del Festival di Sanremo 2021; il brano si classificherà undicesimo nella serata finale della kermesse.
Tra giugno e settembre 2021 il gruppo ha intrapreso la prima parte del My Mamma Tour, durante la quale sono stati eseguiti tutti i brani dell'album (fatta eccezione per Paesaggi stranieri) e una selezione di altri tratti dai precedenti album Bu Bu Sad e Go Go Diva; per l'occasione è stato presentato dal vivo anche il singolo inedito Vita, pubblicato come tale il 9 luglio ed incluso nella riedizione digitale di My Mamma. Il 22 ottobre è stato estratto come quarto singolo Religiosamente.
L'11 febbraio 2022 è stata pubblicata la riedizione dell'album, sottotitolata Ciao ciao Edition e contenente Ciao ciao, la cover di Be My Baby delle Ronettes (entrambi presentati al Festival di Sanremo 2022) e Vita. Una nuova versione della riedizione è stata commercializzata digitalmente il 17 giugno dello stesso anno con l'inclusione del singolo Diva, uscito nello stesso giorno.

## Tracce
Testi e musiche di Veronica Lucchesi e Dario Mangiaracina, eccetto dove indicato

### Edizione digitale
1. Religiosamente – 3:34 (testo: Veronica Lucchesi, Dario Mangiaracina, Gino Pacifico)
2. Oh ma oh pa – 4:04
3. Alieno – 3:20 (musica: Veronica Lucchesi, Dario Mangiaracina, Roberto Cammarata)
4. Fragile – 3:01 (musica: Veronica Lucchesi, Dario Mangiaracina, Roberto Cammarata)
5. Sarà – 4:10 (musica: Veronica Lucchesi, Dario Mangiaracina, Fabio Gargiulo)
6. Amare – 3:20 (musica: Veronica Lucchesi, Dario Mangiaracina, Roberto Cammarata, Dario Faini)
7. V.G.G.G. (Very Good Glenn Gould) – 2:35
8. Paesaggi stranieri – 2:33
9. Resistere – 5:47
10. Mai mamma – 4:18 (musica: Veronica Lucchesi, Dario Mangiaracina, Roberto Cammarata)

Traccia bonus della riedizione streaming
1. Vita – 3:32 (musica: Veronica Lucchesi, Dario Mangiaracina, Dario Faini, Federica Abbate)

#### Ciao ciao Edition
1. Diva – 3:31 (musica: Veronica Lucchesi, Dario Mangiaracina, Roberto Calabrese, Roberto Cammarata, Carmelo Drago, Simone Privitera)
2. Ciao ciao – 3:04 (musica: Veronica Lucchesi, Dario Mangiaracina, Roberto Calabrese, Roberto Cammarata, Carmelo Drago, Simone Privitera)
3. Be My Baby (feat. Cosmo, Margherita Vicario e Ginevra) – 2:57 (Ellie Greenwich, Jeff Barry, Phil Spector) – originariamente interpretata dalle Ronettes
4. Vita – 3:32 (musica: Veronica Lucchesi, Dario Mangiaracina, Dario Faini, Federica Abbate)

### Edizione CD, LP
1. Preludio – 0:42
2. Religiosamente – 3:35 (testo: Veronica Lucchesi, Dario Mangiaracina, Gino Pacifico)
3. Lavinia – 0:48 (musica: Veronica Lucchesi, Dario Mangiaracina, Francesco Incandela)
4. Oh ma oh pa – 4:05
5. Alieno – 3:21 (musica: Veronica Lucchesi, Dario Mangiaracina, Roberto Cammarata)
6. Invasione – 1:10
7. Fragile – 3:02 (musica: Veronica Lucchesi, Dario Mangiaracina, Roberto Cammarata)
8. Sarà – 4:11 (musica: Veronica Lucchesi, Dario Mangiaracina, Fabio Gargiulo)
9. Amare – 3:21 (musica: Veronica Lucchesi, Dario Mangiaracina, Roberto Cammarata, Dario Faini)
10. V.G.G.G. (Very Good Glenn Gould) – 2:36
11. Paesaggi stranieri – 2:34
12. Resistere – 5:47
13. Mai mamma – 4:18 (musica: Veronica Lucchesi, Dario Mangiaracina, Roberto Cammarata)

## Formazione
Hanno partecipato alle registrazioni, secondo le note di copertina:
Gruppo
- Veronica Lucchesi – voce, cori (eccetto tracce 8 e 9)
- Dario Mangiaracina – chitarra, basso elettrico, pianoforte, sintetizzatore, programmazione e voce (eccetto tracce 8 e 9), composizione strumenti ad arco (tracce 6 e 7), Farfisa, sintetizzatore e chitarra (traccia 8), sintetizzatore aggiuntivo (traccia 9)

Altri musicisti
- LRDL Band
  - Marta Cannuscio – udu, darabouka, conga e percussioni (tracce 2, 4, 5, 7-9, 12 e 13), cori (tracce 2, 4, 12 e 13)
  - Roberto Calabrese – batteria e percussioni (tracce 2, 4-7, 9, 10, 12 e 13)
  - Enrico Lupi – sintetizzatore aggiuntivo (tracce 4, 5, 7, 9 e 10), tromba (tracce 4, 10 e 12)
  - Erika Lucchesi – cori (tracce 4, 5, 10, 12 e 13), chitarra acustica (traccia 9)
- Roberto Cammarata – programmazione batteria elettronica e sintetizzatore, chitarra elettrica e baritona (tracce 5, 7, 9 e 13), chitarra (traccia 9)
- Francesco Incandela – arrangiamento strumenti ad arco, composizione strumenti ad arco (tracce 2-4, 12), primo violino (2-4, 6, 7, 9 e 12), strumenti ad arco (traccia 9)
- Sade Mangiaracina – pianoforte e arrangiamento (tracce 2, 4 e 11)
- Vincenzo Castellana – tamburo muro (traccia 2)
- Davide Rizzuto – secondo violino (2-4, 6, 7, 9 e 12)
- Antonio Tralongo – viola (2-4, 6, 7, 9 e 12)
- Giuseppe D'Amato – violoncello (2-4, 6, 7, 9 e 12)
- Manuela Lo Sicco – coro (tracce 4, 12 e 13)
- Daniela Macaluso – coro (tracce 4, 12 e 13)
- Simona Malato – coro (tracce 4, 12 e 13)
- Giulia Mangiaracina – coro (tracce 4, 12 e 13)
- Chiara Muscato – coro (tracce 4, 12 e 13)
- Stefania Ventura – coro (tracce 4, 12 e 13)
- Gisella Vitrano – coro (tracce 4, 12 e 13)
- Daniel Boeke – clarinetto basso (tracce 4, 6, 10 e 12)
- Francesco Canoi – trombone (tracce 4, 6, 10 e 12)
- Ivan Elefante – flicorno soprano (tracce 4, 6, 10 e 12)
- Bernardo Mattioni – sassofono contralto (tracce 4, 6, 10 e 12)
- Carmelo Drago – basso elettrico (tracce 5, 7, 9 e 12)
- Fabio Gargiulo – sintetizzatore, chitarra, mandolino e programmazione (traccia 8)
- Massimo Sciannamea – sintetizzatore e programmazione (traccia 8)
- Chiara Lea – campionatore (traccia 8)
- Dardust – composizione strumenti ad arco, pianoforte, programmazione e sintetizzatore (traccia 9)
- Gianmarco Grande – percussioni aggiuntive (traccia 9)
- Gaia Quirini – chitarra classica (traccia 13)

Produzione
- Papa D & Piccolo Cobra – produzione artistica (eccetto tracce 8 e 9)
  - Dario Francesco Mangiaracina – produzione (eccetto tracce 8 e 9)
  - Roberto Cammarata – produzione (eccetto tracce 8 e 9)
  - Veronica "Diva" Lucchesi – medium (eccetto tracce 8 e 9)
  - Marco Romanelli – ingegneria del suono, registrazione e registrazione strumenti ad arco (eccetto tracce 8 e 9), registrazione udu e percussioni (traccia 8)
- Bernardo Mattioni – produzione esecutiva
- Andrea Suriani – missaggio, mastering
- Fabio Gargiulo – produzione, produzione artistica e registrazione (traccia 8)
- Sabio Cannone – missaggio e mastering (traccia 8)
- Massimo Sciannamea – registrazione (traccia 8)
- Dardust – produzione (traccia 9)
- La Rappresentante di Lista – produzione (traccia 9)
- Vanni Casagrande – assistenza alla programmazione (traccia 9)
- Gianmarco Grande – registrazione voce (traccia 9)

## Classifiche

### Classifiche settimanali
| Classifica (2021) | Posizione massima |
| ----------------- | ----------------- |
| Italia            | 5                 |

### Classifiche di fine anno
| Classifica (2022) | Posizione |
| ----------------- | --------- |
| Italia            | 96        |